# Peter Müllritter
Peter Müllritter (* 2. August 1906 in Grabenstätt, Bayern; † Juni 1937 am Nanga Parbat) war ein deutscher Fotograf, Kameramann und Bergsteiger.
Bekannt wurde er vor allem durch die Teilnahme an der Deutschen Nanga-Parbat-Expedition im Jahr 1934, die er durch zahlreiche Foto- und Filmdokumentationen bereicherte. Müllritter nahm drei Jahre später an der nächsten Expedition zum Nanga Parbat teil und begleitete auch diese mit der Kamera. Bei einem Lawinenabgang im Juni 1937 wurde das Lager der Bergsteiger verschüttet, dabei kamen alle sieben Expeditionsteilnehmer und neun Sherpas ums Leben. Die Leiche Müllritters wurde nie gefunden. Die Filmaufnahmen Müllritters fanden in der Dokumentation Kampf um den Himalaya Verwendung.
Jahrzehnte nach seinem Tod wurden am Rakhiot-Gletscher fast 200 Seiten seines Tagebuches gefunden, "viele zerfleddert, einige fehlen völlig". Es liegt jetzt bei der Alpenvereinssektion Trostberg.